# Bulwar Rokossowskogo
Bulwar Rokossowskogo (ros. Бульвар Рокоссовского – Bulwar Rokossowskiego, do 8 lipca 2014: Ulica Podbielskogo, ros. Улица Подбельского – Ulica Podbielskiego) – stacja moskiewskiego metra na linii Sokolniczeskiej projektu Niny Alesziny i N.K. Samoiłowa. Jest stacją płytko położoną z płaskim sklepieniem opartym na dwóch rzędach kolumn. Otwarta 1 sierpnia 1990 pod nazwą Ulica Podbielskiego.
W kwietniu 2014 roku, zdecydowano się zmienić nazwę stacji na „Bulwar Rokossowskiego”, co nastąpiło 8 lipca 2014 roku.